# Blade-Antenne

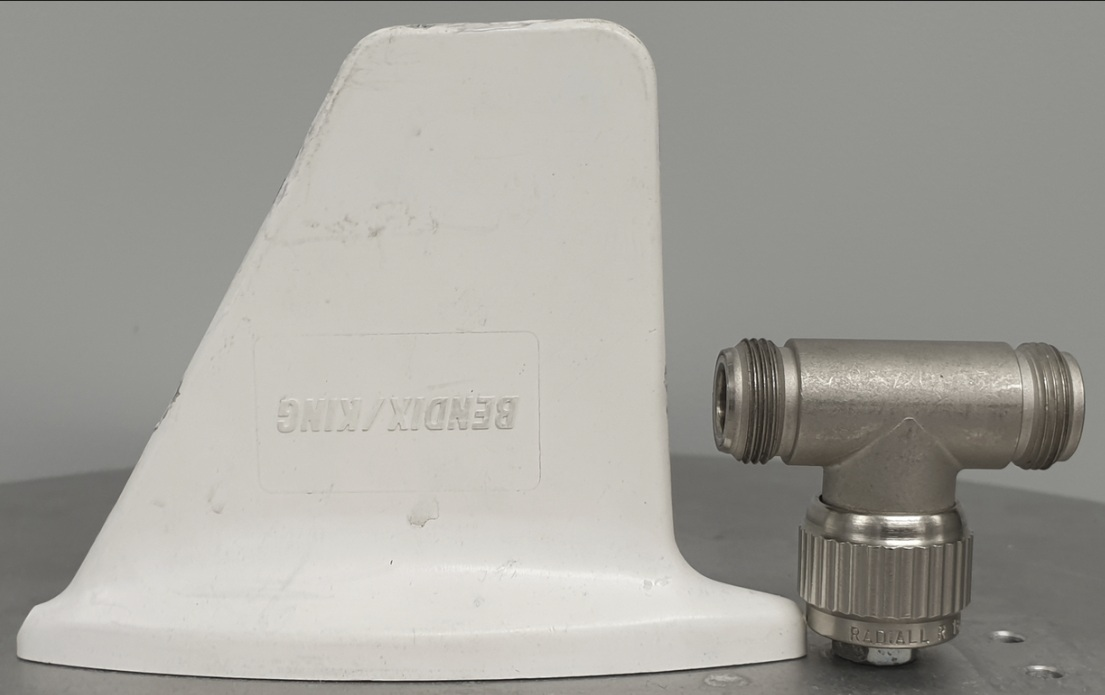
Vertikal polarisierte L-Band-Blade-Antenne im Größenvergleich zu einem Type N Koaxsteckersystem T-Verbinder

Blade-Antenne (dt. Schwertantenne) ist die Bezeichnung für eine mechanische Bauform die von der Form des verwendeten Radoms (Schutzhülle) abgeleitet wurde in der die Luftfahrzeugantenne geschützt untergebracht ist. Alle Blade-Antenn besitzen in Flugrichtung eine geringe Breite und Höhe, variieren jedoch je nach verwendetem Antennentyp und Antennen-Polarisation in der Länge und ob sie vertikal oder horizontal am Luftfahrzeugrumpf montiert sind. Die Bezeichnung Blade-Antenne bezieht sich daher nur auf die in Flugrichtung flache Bauform des Radoms und erlaubt nur bedingt Rückschlüsse auf den innerhalb des Radoms verwendeten Antennentyps oder ob diese für ein oder mehrere Frequenzbänder nutzbar ist.
Es existieren sowohl Blade Antennen für Flugsprech- und Flugnavigationsfunksysteme mit vertikaler Polarisation, als auch für Flugnaviagtionsfunksysteme die horizontale Polarisation nutzten. Während die meisten Blade Antennen mit vertikaler Polarisation im Prinzip ein omnidirektionales (rundstrahlendes) Antennendiagramm besitzen, weist das Antennendiagramm bei an Luftfahrzeugen montierten Blade-Antennen mehr oder weniger starke Deformationen und Einschnürungen des Antennendiagramms auf. Abhängig von den Abmessungen und der Form des Rumpfes, dem Montageort und aus dem Rumpf herausragenden Objekten, z. B. Sensoren oder andere Antennen, und der bewegliche Teile am Luftfahrzeug, z. B. Fahrwerk, Flaps und Rudder, wird das das im Freiraum eigentlich omnidirektionale Antennendiagram mehr oder weniger stark verändert.
Es gibt ferner Blade-Antennen, die bereits einzeln oder als Array von mehreren Blade-Antennen eine Richtwirkung besitzen. Eine weitere Sonderform stellen ACAS-Antennen (en. Airborne Collision Avoidance System ist die ICAO Bezeichnung, US-Bezeichnung ist TCAS, Traffic Alert and Collision Avoidance System) dar, bei denen das Strahlungsdiagram in vier einzelne Quadranten unterteilt ist und zusätzlich ein omnidirektionales nutzt.

## Geschichte
Die zuerst von Luftfahrzeugen verwendeten Antennen bestanden aus offenen Metalldrähten oder Rohren und wiesen bei den zunehmend höheren Reisegeschwindigkeiten der Luftfahrzeuge auch einen zunehmend größeren Luftwiderstand auf, weshalb eine Verkleidung der Luftfahrzeugantennen zur Reduzierung des Luftwiderstandes, u. a. auch zum Schutz vor Korrossion, notwendig wurde. Die erste Bauform einer Blade-Antenne wurde Ende der 1940er Jahre bei der Entwicklung der Bordantenne des ersten Distance Measuring Systems (DME) durch die damalige US-CAA (en. United States – Civil Aeronautics Administration) verwendet. Das CAA-DME System wurde 1950 von der Internationale Luftfahrtorganisation (en. International Civil Aviation Organization, ICAO) als Standard für Flugsicherungsnavigationsfunksystemen (ICAO Annex 10) übernommen. Falls eine weitere Reduzierung des Luftwiderstandes benötigt wird, werden Flushmount-Antennen (dt. Ringschlitzantenne) verwendet, die versenkt im Rumpf eingebaut werden und bündig mit dem Flugzeugrumpf abschließen.
Die Bezeichnung Blade-Antenne wird in der internationalen Luftfahrt seit Anfang 1960 zivil zuerst von ARINC in ARINC Characteristic 521C for Airborne Distance Measuring Equipment (DME)(28. Juni 1962, das zweite von ICAO standardisierte DME/N System), militärisch seit 1969 in US-DOD,TR-69-274, (The IFF Mark X (SIF) Air Traffic Control Radar Beacon System (ATCRABS) Performance Prediction Model), und später dann auch von Industrie und in Patenten für diese mechanische Bauform von Flugunkantennen in Luftfahrzeugen verwendet. In der deutschen Literatur wurde, sofern nicht die Bezeichnung Blade-Antenne verwendet wurde, seit 1971 als deutsches Äquivalent der Begriff Schwert-Antenne verwendet.S. 39 Dabei gibt es neben der Blade-Antenne noch andere Bauformen von Luftfahrzeugantennen, die verwendet werden, z. B. werden bei DME/N und SSR vereinzelt auch noch 1/4-λ-Stub-Antennen oder Flushmount-Antennen (dt. Ringschlitzantennen) verwendet.
Je nach der von einem Flugfunksystem verwendeten Polarisation, dem genutzten Frequenzbereich,  dem genutzten Antennentyp, der tiefsten genutzten Frequenz und dessen Wellenlänge, z. B. vertikale Monopole bei vertikaler Polarisation und Loopantennen bei horizontaler Polarisation, variiert die Länge als auch Höhe und Breite einer Blade-Antennen.
Da besonders bei kleinen Luftfahrzeugen aufgrund der vielen benötigten Sensoren und Antennen der Platz für geignete Montageorte limitiert ist, wurden  Dual- oder Multi-Band-Blade-Antennen entwickelt die einen Betrieb in zwei oder mehr Bändern erlauben, sofern alle Systeme in diesen Bändern die gleiche Polarisation nutzen. Bei Systemen mit vertikaler Polarisation sind dies z. B. S65-8262-305 für die Nutzung des VHF- und UHF-Flugsprechfunkbereiche, oder CNI8 Series für den UHF-Flugsprechfunkbereich und das für DME, TACAN, IFF und SSR basierte Systeme genutzte L-Band. Bei Systemen mit horizontaler Polarisation z. B. S65-247-17 für ILS-LLZ und VOR im VHF-Bereich und ILS-GP im UHF Bereich.

## Aufbau
Über den interenen Aufbau von horizontal und vertikal polarisierten Blade-Antennen werden sowohl von Herstellern, als auch in der Literatur nur vereinzelt Angaben gemacht, z. B. wenn diese in einem Technical Development Report (z. B. TDR-114) oder durch Röntgen einer Blade-Antenne in einem Artikel dokumentiert wurde.
Eine Blade-Antenne kann innerhalb des Schutzhülle verschiedene Antennentypen verwenden, dies sind z. B.:
- bei Systemen mit vertikaler Polarisation wird intern eine mehr oder weniger große geformte metallisch leitende Fläche verwendet, um einen λ/4-Monopol-Antennen zu bilden. Der Flugzeugrumpf dient als reflektierende Fläche, um durch Reflexion des Monopol an der Metallfläche einen virtuellen Dipol zu bilden. ARINC-Standards spezifizieren für DME- und SSR-Blade-Antennen, dass die eine metallische Fläche, welche auf der eine Blade-Antenne montiert wird, eine Mindestfläche von 4' x 4' besitzen muss.[13] Att.8, [14] Att.8 Die Höhe von solchen Blade-Antennen entspricht dabei ungefähr einem Viertel der höchsten verwendeten Wellenlänge.
- bei Systemen mit horizontaler Polarisation werden intern Loop-Antennen verwendet, z. B. für den Empfang von ILS-LLZ-, ILS-GP- und VOR-Signalen, die jedoch immer paarweise verwendet werden, z. B. Antenne N4-15 oder N4-33.[15] Diese Bladeantennen entsprechen daher elektrisch unverkleideten Loop-Antennen z. B. N-4-7 oder N-4-8.[16]

### Mono-Band Blade-Antennen mit vertikaler Polarisation
Die große Bandbreite der zu nutzenden Frequenzbänder, z. B. im L-Band von 960 MHz bis 1215 MHz für den Betrieb von DME- oder TACAN-Interrogatoren und IFF- oder SSR-Radar-Transpondern, erfordert Antennendesigns, die eine große Bandbreite ermöglichen. Die erste DME-Bladeantenne für das DME-2 und die IFF-Blade-Antenne AS-133-APX bestand daher nur aus einer rautenförmigen Metallplatte, die mit einer Spitze an der Koaxialkabel-Buchse der Blade-Antenne angelötet war. Neuere Designs von vertikal polarisierten Blade-Antennen nutzen zwar immer noch eine mehr oder weniger große Metallflächen, jedoch werden auch oft zusätzliche Stubs zur Vergrößerung der Bandbreite verwendet.

### Multi-Band Blade-Antennen mit vertikaler Polarisation
Multiband-Blade-Antennen mit vertikaler Polarisation können für mehrere Luftfahrt-Frequenzbänder gebaut werden, z. B. für Flugnavigations- und Flugsprech-Frequenzbänder, z. B. S65-8262-305 VHF/UHF Antenne für den VHF- und UHF-Flugsprechfunkbereich oder Typ CNI8 UHF- und L-Band Antennen. Sofern eine Multibandantenne nicht von einem Multiband-Transceiver genutzt wird, können optional auch Versionen mit eingebautem oder externen Diplexer verwendet werden, um z. B. ein VHF- und ein UHF-Flugsprechfunksystem gleichzeitig nutzen zu können.

### Mono-Band Blade-Antennen mit horizontaler Polarisation
Horizontal polarisierte Bladeantennen werden paarweise verwendet und sind die verkleidete Version von offenen Loop-Antennen, die aus Rohren bestehen, z. B. N-4-7 oder N-4-8,  die zum Empfang von horizontal polarisierten Systemen, z. B. ILS-LLZ, ILS-GP, VOR und GBAS eingesetzt werden. Bei der allen Antenne werden Loop-Antennen in der Blade-förmigen Schutzhülle verbaut, z. B. Antenne N4-15 oder N4-33.

### Multiband-Band Blade-Antennen mit horizontaler Polarisation
Für den Empfang von Signalen von ILS-Landekurs und VOR im VHF-Bereich und ILS-Gleitwegen im UHF-Frequenzbereich verwenden Dual-Band-Blade-Antennen intern Loop-Antennen, die in beiden Frequenzbändern genutzt werden können, z. B. als kombinierte Antenne für VOR, ILS-Landekurs und ILS-Gleitweg S65-247-17.

### Ultra-Wide-Band Blade-Antennen
Es gibt jedoch auch Antennen-Designs von Blade-Antennen die eine sehr große Bandbreite ermöglichen, z. B. 30 MHz bis 600 MHz wobei diese aufgrund der extrem hohen Bandbreite auch als Ultra-Wide-Band (UWB) Antennen bezeichnet werden. Die Bezeichnung Dual-Band, Multi-Band und Wide-Band ist jedoch nicht genau definiert.

### Bandbreite von Blade-Antennen
Je nach Mittenfrequenz und Breite eines Frequenzbandes das einem aeronautischen Dienst zugeteilt ist kann die Bandbreite einer Blade-Antenne bei bis zu ca. 9 % liegen, z. B. von 960,0 MHz bis 1215 MHz das für die aeronautischen System DME, TACAN, und auf IFF und SSR basierten Systeme von der ITU zugeteilt ist.
Ultra-Wide-Band Blade-Antennen ermöglichen aufgrund der möglich Bandbreite von bis zu 1:20  die Nutzung der Blade-Antenne über einen sehr großen Frequenzbereich. Dabei können Ultra-Wide-Band Blade-Antennen bei Einsatz von Diplexern sowohl für mehrere Geräte gleichzeitig verwendet werden oder ermöglichen den Einsatz von Ultra-Wide-Band Modulation.
Eine Sonderform stellen Dual-Band Blade-Antennen dar die die Nutzung von zwei oder mehr Frequenzbändern oder Mittenfrequenzen ermöglichen die einem aeronautischen Dienst zugeteilt oder für mehrere Mitten-Frequenzen optimiert sind.